# Кубок Англії з футболу 2008—2009
Кубок Англії з футболу 2008—2009 — 128-й розіграш найстарішого футбольного турніру у світі, Кубка виклику Футбольної Асоціації, також відомого як Кубок Англії. 
Турнір розпочався 16 серпня 2009 року екстрапопереднім раундом і завершився фіналом, який пройшов 30 травня 2009 року на стадіоні «Вемблі».

## Календар
| Раунд                        | Дата                         | Матчів | Клубів    | Нові клуби   | Призова сума                                 |
| ---------------------------- | ---------------------------- | ------ | --------- | ------------ | -------------------------------------------- |
| Екстрапопередній раунд       | 16 серпня 2008               | 203    | 761 → 558 | 406: 356—761 | £ 750                                        |
| Попередній раунд             | 30 серпня 2008               | 166    | 558 → 392 | 129: 227—355 | £ 1 500                                      |
| Перший раунд кваліфікації    | 12-17 вересня 2008           | 116    | 392 → 276 | 66: 161—226  | £ 3 000                                      |
| Другий раунд кваліфікації    | 27-28 вересня 2008           | 80     | 276 → 196 | 44: 117—160  | £ 4 500                                      |
| Третій раунд кваліфікації    | 11-12 жовтня 2008            | 40     | 196 → 156 | —            | £ 7 500                                      |
| Четвертий раунд кваліфікації | 25-28 жовтня 2008            | 32     | 156 → 124 | 24: 93-116   | £ 12 500                                     |
| Перший раунд                 | 7-10 листопада 2008          | 40     | 124 → 84  | 48: 45-92    | £ 20 000                                     |
| Другий раунд                 | 28 листопада - 9 грудня 2008 | 20     | 84 → 64   | —            | £ 30 000                                     |
| Третій раунд                 | 2-13 січня 2009              | 32     | 64 → 32   | 44: 1-44     | £ 75 500                                     |
| Четвертий раунд              | 23-25 січня 2009             | 16     | 32 → 16   | —            | £ 100 000                                    |
| П'ятий раунд                 | 14 лютого - 8 березня 2009   | 8      | 16 → 8    | —            | £ 200 000                                    |
| Шостий раунд                 | 7-17 березня 2009            | 4      | 8 → 4     | —            | £ 400 000                                    |
| Півфінали                    | 18-19 квітня 2009            | 2      | 4 → 2     | —            | Переможені £ 500 000 Переможці £ 1 000 000   |
| Фінал                        | 30 травня 2009               | 1      | 2 → 1     | —            | Переможені £ 1 000 000 Переможці £ 2 000 000 |

## Кваліфікаційні раунди
Усі клуби, що беруть участь у змаганнях, але не грають Прем'єр-лізі або в Чемпіоншипі повинні пройти кваліфікаційні раунди.

## Перший раунд
На цій стадії турніру починають грати клуби з Першої та Другої ліг.
| Дата                      | Господарі                | Рахунок      | Гості                    | Глядачі |
| ------------------------- | ------------------------ | ------------ | ------------------------ | ------- |
| 7 листопада               | Лідс Юнайтед             | 1:1          | Нортемптон Таун          | 9 531   |
| 17 листопада Перегравання | Нортемптон Таун          | 2:5          | Лідс Юнайтед             | 3 960   |
| 8 листопада               | Честер Сіті              | 0:3          | Мілволл                  | 1 932   |
| 8 листопада               | Честерфілд               | 3:1          | Менсфілд Таун            | 6 612   |
| 8 листопада               | Блайт Спартанс           | 3:1          | Шрусбері Таун            | 2 742   |
| 8 листопада               | Саттон Юнайтед           | 0:1          | Ноттс Каунті             | 2 041   |
| 8 листопада               | Колчестер Юнайтед        | 0:1          | Лейтон Орієнт            | 4 600   |
| 8 листопада               | Торкі Юнайтед            | 2:0          | Івшем Юнайтед            | 2 275   |
| 8 листопада               | Оксфорд Юнайтед          | 0:0          | Дорчестер Таун           | 3 196   |
| 18 листопада Перегравання | Дорчестер Таун           | 1:3 дч       | Оксфорд Юнайтед          | 1 474   |
| 8 листопада               | Бері                     | 0:1          | Джиллінгем               | 2 161   |
| 8 листопада               | Карлайл Юнайтед          | 1:1          | Грейс Атлетік            | 3 921   |
| 29 листопада Перегравання | Грейс Атлетік            | 0:2          | Карлайл Юнайтед          | 1 217   |
| 8 листопада               | Істборн Боро             | 0:0          | Барроу                   | 1 216   |
| 18 листопада Перегравання | Барроу                   | 4:0          | Істборн Боро             | 2 131   |
| 8 листопада               | Йовіл Таун               | 1:1          | Стокпорт Каунті          | 3 582   |
| 18 листопада Перегравання | Стокпорт Каунті          | 5:0          | Йовіл Таун               | 3 260   |
| 8 листопада               | Лейстон                  | 0:0          | Флітвуд Таун             | 1 250   |
| 18 листопада Перегравання | Флітвуд Таун             | 2:0          | Лейстон                  | 2 010   |
| 8 листопада               | Аккрінгтон Стенлі        | 0:0          | Транмер Роверз           | 2 126   |
| 13 листопада Перегравання | Транмер Роверз           | 1:0          | Аккрінгтон Стенлі        | 2 560   |
| 8 листопада               | Волсолл                  | 1:3          | Сканторп Юнайтед         | 2 318   |
| 8 листопада               | Борнмут                  | 1:0          | Бристоль Роверз          | 3 935   |
| 8 листопада               | Брайтон енд Гоув Альбіон | 3:3          | Гартліпул Юнайтед        | 2 545   |
| 18 листопада Перегравання | Гартліпул Юнайтед        | 2:1          | Брайтон енд Гоув Альбіон | 3 288   |
| 8 листопада               | Олдершот Таун            | 1:1          | Ротергем Юнайтед         | 2 632   |
| 18 листопада Перегравання | Ротергем Юнайтед         | 0:3          | Олдершот Таун            | 2 431   |
| 8 листопада               | Моркам                   | 2:1          | Грімсбі Таун             | 1 713   |
| 8 листопада               | Гаддерсфілд Таун         | 3:4          | Порт Вейл                | 6 942   |
| 8 листопада               | Олфретон Таун            | 4:2          | Бері Таун                | 1 060   |
| 8 листопада               | Кіддермінстер Гарріерз   | 1:0          | Кембридж Юнайтед         | 1 717   |
| 8 листопада               | Лестер Сіті              | 3:0          | Стівенідж                | 7 586   |
| 8 листопада               | Мілтон Кінз Донз         | 1:2          | Бредфорд Сіті            | 5 542   |
| 8 листопада               | Дарлінгтон               | 0:0          | Дройлсден                | 2 479   |
| 18 листопада Перегравання | Дройлсден                | 1:0          | Дарлінгтон               | 1 672   |
| 8 листопада               | Телфорд Юнайтед          | 2:2          | Саутенд Юнайтед          | 3 631   |
| 18 листопада Перегравання | Саутенд Юнайтед          | 2:0          | Телфорд Юнайтед          | 4 415   |
| 8 листопада               | Керзон Аштон             | 3:2          | Ексетер Сіті             | 1 259   |
| 8 листопада               | Гістон                   | 1:0          | Свіндон Таун             | 1 541   |
| 8 листопада               | Кеттерінг Таун           | 1:1          | Лінкольн Сіті            | 3 314   |
| 18 листопада Перегравання | Лінкольн Сіті            | 1:2          | Кеттерінг Таун           | 3 953   |
| 8 листопада               | Барнет                   | 1:1          | Рочдейл                  | 1 782   |
| 18 листопада Перегравання | Рочдейл                  | 3:2 дч       | Барнет                   | 2 339   |
| 8 листопада               | Герефорд Юнайтед         | 0:0          | Деґенем енд Ребридж      | 1 825   |
| 18 листопада Перегравання | Деґенем енд Ребридж      | 2:1          | Герефорд Юнайтед         | 1 409   |
| 8 листопада               | Лутон Таун               | 0:0          | Олтрінгем                | 3 200   |
| 18 листопада Перегравання | Олтрінгем                | 0:0 пен. 2:4 | Лутон Таун               | 2 397   |
| 8 листопада               | Челтенгем Таун           | 2:2          | Олдем Атлетік            | 2 585   |
| 18 листопада Перегравання | Олдем Атлетік            | 0:1          | Челтенгем Таун           | 2 552   |
| 8 листопада               | Кру Александра           | 1:0          | Еббсфліт Юнайтед         | 2 593   |
| 8 листопада               | Іствуд Таун              | 2:1          | Бреклі Таун              | 960     |
| 8 листопада               | Гарлоу Таун              | 0:2          | Маклсфілд Таун           | 2 149   |
| 9 листопада               | Гевент енд Вотерлувіль   | 1:3          | Брентфорд                | 1 631   |
| 9 листопада               | Горнчерч                 | 0:1          | Пітерборо Юнайтед        | 3 000   |
| 9 листопада               | Тім Бат                  | 0:1          | Форест Грін Роверс       | 906     |
| 10 листопада              | Вімблдон                 | 1:4          | Вікем Вондерерз          | 4 528   |

## Другий раунд
До другого раунду увійшли переможці першого раунду.
| Дата                   | Господарі              | Рахунок | Гості               | Глядачі |
| ---------------------- | ---------------------- | ------- | ------------------- | ------- |
| 28 листопада           | Барроу                 | 2:1     | Брентфорд           | 3 532   |
| 28 листопада           | Порт Вейл              | 1:3     | Маклсфілд Таун      | 4 684   |
| 29 листопада           | Флітвуд Таун           | 2:3     | Гартліпул Юнайтед   | 3 280   |
| 29 листопада           | Пітерборо Юнайтед      | 0:0     | Транмер Роверз      | 5 980   |
| 9 грудня Перегравання  | Транмер Роверз         | 1:2 дч  | Пітерборо Юнайтед   | 3 139   |
| 29 листопада           | Іствуд Таун            | 2:0     | Вікем Вондерерз     | 1 955   |
| 29 листопада           | Лестер Сіті            | 3:2     | Деґенем енд Ребридж | 7 791   |
| 29 листопада           | Бредфорд Сіті          | 1:2     | Лейтон Орієнт       | 5 065   |
| 29 листопада           | Саутенд Юнайтед        | 3:1     | Лутон Таун          | 4 111   |
| 29 листопада           | Форест Грін Роверс     | 2:0     | Рочдейл             | 1 715   |
| 29 листопада           | Сканторп Юнайтед       | 4:0     | Олфретон Таун       | 4 249   |
| 29 листопада           | Торкі Юнайтед          | 2:0     | Оксфорд Юнайтед     | 2 647   |
| 29 листопада           | Джиллінгем             | 0:0     | Стокпорт Каунті     | 4 419   |
| 9 грудня Перегравання  | Стокпорт Каунті        | 1:2     | Джиллінгем          | 3 329   |
| 29 листопада           | Кіддермінстер Гарріерз | 2:0     | Керзон Аштон        | 2 070   |
| 29 листопада           | Мілволл                | 3:0     | Олдершот Таун       | 6 159   |
| 29 листопада           | Борнмут                | 0:0     | Блайт Спартанс      | 4 165   |
| 16 грудня Перегравання | Блайт Спартанс         | 1:0     | Борнмут             | 4 040   |
| 30 листопада           | Гістон                 | 1:0     | Лідс Юнайтед        | 4 103   |
| 30 листопада           | Ноттс Каунті           | 1:1     | Кеттерінг Таун      | 4 451   |
| 10 грудня Перегравання | Кеттерінг Таун         | 2:1     | Ноттс Каунті        | 3 019   |
| 2 грудня               | Моркам                 | 2:3     | Челтенгем Таун      | 1 758   |
| 3 грудня               | Карлайл Юнайтед        | 0:2     | Кру Александра      | 2 755   |
| 9 грудня               | Честерфілд             | 2:2     | Дройлсден           | 5 698   |
| 23 грудня Перегравання | Дройлсден              | 2:1*    | Честерфілд          | 2 824   |

* - переможцем дуелі став Дройлсден, проте до наступного раунду пройшов клуб Честерфілд, бо у складі суперників був заграний незаявлений гравець.

## Третій раунд
Переможці другого раунду зіграли з усіма командами з Прем'єр-ліги та Чемпіоншипу.
| Дата                  | Господарі            | Рахунок | Гості                   | Глядачі |
| --------------------- | -------------------- | ------- | ----------------------- | ------- |
| 2 січня               | Тоттенгем Готспур    | 2:1     | Віган Атлетік           | 34 040  |
| 3 січня               | Гартліпул Юнайтед    | 2:0     | Сток Сіті               | 34 040  |
| 3 січня               | Портсмут             | 0:0     | Бристоль Сіті           | 14 446  |
| 13 січня Перегравання | Бристоль Сіті        | 0:2     | Портсмут                | 14 302  |
| 3 січня               | Шеффілд Венсдей      | 1:2     | Фулгем                  | 18 377  |
| 3 січня               | Вест Гем Юнайтед     | 3:0     | Барнслі                 | 28 869  |
| 3 січня               | Мідлсбро             | 2:1     | Барроу                  | 25 132  |
| 3 січня               | Галл Сіті            | 0:0     | Ньюкасл Юнайтед         | 20 557  |
| 14 січня Перегравання | Ньюкасл Юнайтед      | 0:1     | Галл Сіті               | 31 380  |
| 3 січня               | Челсі                | 1:1     | Саутенд Юнайтед         | 41 090  |
| 14 січня Перегравання | Саутенд Юнайтед      | 1:4     | Челсі                   | 11 314  |
| 3 січня               | Манчестер Сіті       | 0:3     | Ноттінгем Форест        | 31 869  |
| 3 січня               | Кардіфф Сіті         | 2:0     | Редінг                  | 12 448  |
| 3 січня               | Іпсвіч Таун          | 3:0     | Честерфілд              | 12 524  |
| 3 січня               | Чарльтон Атлетик     | 1:1     | Норвіч Сіті             | 12 615  |
| 13 січня Перегравання | Норвіч Сіті          | 0:1     | Чарльтон Атлетик        | 13 997  |
| 3 січня               | Вест Бромвіч Альбіон | 1:1     | Пітерборо Юнайтед       | 18 659  |
| 13 січня Перегравання | Пітерборо Юнайтед    | 0:2     | Вест Бромвіч Альбіон    | 10 735  |
| 3 січня               | Торкі Юнайтед        | 1:0     | Блекпул                 | 3 654   |
| 3 січня               | Мілволл              | 2:2     | Кру Александра          | 5 754   |
| 13 січня Перегравання | Кру Александра       | 2:3     | Мілволл                 | 3 060   |
| 3 січня               | Форест Грін Роверс   | 3:4     | Дербі Каунті            | 4 836   |
| 3 січня               | Квінз Парк Рейнджерс | 0:0     | Бернлі                  | 8 896   |
| 13 січня Перегравання | Бернлі               | 2:1 дч  | Квінз Парк Рейнджерс    | 3 760   |
| 3 січня               | Лестер Сіті          | 0:0     | Крістал Пелес           | 15 976  |
| 14 січня Перегравання | Крістал Пелес        | 2:1     | Лестер Сіті             | 6 023   |
| 3 січня               | Арсенал              | 3:1     | Плімут Аргайл           | 59 424  |
| 3 січня               | Кеттерінг Таун       | 2:1     | Іствуд Таун             | 5 090   |
| 3 січня               | Маклсфілд Таун       | 0:1     | Евертон                 | 6 008   |
| 3 січня               | Вотфорд              | 1:0     | Сканторп Юнайтед        | 8 690   |
| 3 січня               | Сандерленд           | 2:1     | Болтон                  | 20 685  |
| 3 січня               | Ковентрі Сіті        | 2:0     | Кіддермінстер Гарріерз  | 13 652  |
| 3 січня               | Престон Норт-Енд     | 0:2     | Ліверпуль               | 23 046  |
| 4 січня               | Джиллінгем           | 1:2     | Астон Вілла             | 10 107  |
| 4 січня               | Саутгемптон          | 0:3     | Манчестер Юнайтед       | 31 901  |
| 5 січня               | Блайт Спартанс       | 0:1     | Блекберн Роверз         | 3 445   |
| 13 січня              | Бірмінгем Сіті       | 0:2     | Вулвергемптон Вондерерз | 22 232  |
| 13 січня              | Лейтон Орієнт        | 1:4     | Шеффілд Юнайтед         | 4 527   |
| 13 січня              | Гістон               | 1:2     | Свонсі Сіті             | 2 821   |
| 13 січня              | Челтенгем Таун       | 0:0     | Донкастер Роверз        | 4 417   |
| 20 січня Перегравання | Донкастер Роверз     | 3:0     | Челтенгем Таун          | 5 345   |

## Четвертий раунд
У цьому раунді зіграли переможці попереднього етапу.
| Дата                   | Господарі               | Рахунок | Гості                | Глядачі |
| ---------------------- | ----------------------- | ------- | -------------------- | ------- |
| 23 січня               | Дербі Каунті            | 1:1     | Ноттінгем Форест     | 32 035  |
| 4 лютого Перегравання  | Ноттінгем Форест        | 2:3     | Дербі Каунті         | 29 001  |
| 24 січня               | Гартліпул Юнайтед       | 0:2     | Вест Гем Юнайтед     | 6 849   |
| 24 січня               | Галл Сіті               | 2:0     | Мілволл              | 18 639  |
| 24 січня               | Сандерленд              | 0:0     | Блекберн Роверз      | 22 634  |
| 4 лютого Перегравання  | Блекберн Роверз         | 2:1 дч  | Сандерленд           | 10 112  |
| 24 січня               | Шеффілд Юнайтед         | 2:1     | Чарльтон Атлетик     | 15 957  |
| 24 січня               | Портсмут                | 0:2     | Свонсі Сіті          | 17 357  |
| 24 січня               | Челсі                   | 3:1     | Іпсвіч Таун          | 41 137  |
| 24 січня               | Донкастер Роверз        | 0:0     | Астон Вілла          | 13 517  |
| 4 лютого Перегравання  | Астон Вілла             | 3:1     | Донкастер Роверз     | 24 203  |
| 24 січня               | Торкі Юнайтед           | 0:1     | Ковентрі Сіті        | 6 018   |
| 24 січня               | Вест Бромвіч Альбіон    | 2:2     | Бернлі               | 18 294  |
| 3 лютого Перегравання  | Бернлі                  | 3:1     | Вест Бромвіч Альбіон | 6 635   |
| 24 січня               | Кеттерінг Таун          | 2:4     | Фулгем               | 5 406   |
| 24 січня               | Вотфорд                 | 4:3     | Крістал Пелес        | 10 006  |
| 24 січня               | Вулвергемптон Вондерерз | 1:2     | Мідлсбро             | 18 013  |
| 24 січня               | Манчестер Юнайтед       | 2:1     | Тоттенгем Готспур    | 75 014  |
| 25 січня               | Кардіфф Сіті            | 0:0     | Арсенал              | 20 079  |
| 16 лютого Перегравання | Арсенал                 | 4:0     | Кардіфф Сіті         | 57 237  |
| 25 січня               | Ліверпуль               | 1:1     | Евертон              | 43 524  |
| 4 лютого Перегравання  | Евертон                 | 1:0 дч  | Ліверпуль            | 37 918  |

## П'ятий раунд
На цьому етапі зіграли переможці попереднього раунду.
| Дата                   | Господарі        | Рахунок | Гості             | Глядачі |
| ---------------------- | ---------------- | ------- | ----------------- | ------- |
| 14 лютого              | Свонсі Сіті      | 1:1     | Фулгем            | 16 573  |
| 24 лютого Перегравання | Фулгем           | 2:1     | Свонсі Сіті       | 12 316  |
| 14 лютого              | Шеффілд Юнайтед  | 1:1     | Галл Сіті         | 22 283  |
| 26 лютого Перегравання | Галл Сіті        | 2:1     | Шеффілд Юнайтед   | 17 239  |
| 14 лютого              | Вест Гем Юнайтед | 1:1     | Мідлсбро          | 33 658  |
| 25 лютого Перегравання | Мідлсбро         | 2:0     | Вест Гем Юнайтед  | 15 602  |
| 14 лютого              | Блекберн Роверз  | 2:2     | Ковентрі Сіті     | 15 053  |
| 24 лютого Перегравання | Ковентрі Сіті    | 1:0     | Блекберн Роверз   | 22 793  |
| 14 лютого              | Вотфорд          | 1:3     | Челсі             | 16 851  |
| 15 лютого              | Евертон          | 3:1     | Астон Вілла       | 35 439  |
| 15 лютого              | Дербі Каунті     | 1:4     | Манчестер Юнайтед | 32 103  |
| 8 березня              | Арсенал          | 3:0     | Бернлі            | 57 454  |

## Шостий раунд
На цьому етапі зіграли переможці попереднього раунду.
| Дата       | Господарі     | Рахунок | Гості             | Глядачі |
| ---------- | ------------- | ------- | ----------------- | ------- |
| 7 березня  | Ковентрі Сіті | 0:2     | Челсі             | 31 407  |
| 7 березня  | Фулгем        | 0:4     | Манчестер Юнайтед | 24 662  |
| 8 березня  | Евертон       | 2:1     | Мідлсбро          | 37 856  |
| 17 березня | Арсенал       | 2:1     | Галл Сіті         | 55 641  |

## Півфінали
У півфіналах зіграли команди, що перемогли на попередньому етапі.
| Дата      | Господарі         | Рахунок      | Гості   | Глядачі |
| --------- | ----------------- | ------------ | ------- | ------- |
| 18 квітня | Арсенал           | 1:2          | Челсі   | 88 103  |
| 7 березня | Манчестер Юнайтед | 0:0 пен. 2:4 | Евертон | 88 141  |

## Фінал
| 30 травня 2009 17:00 (BST) |

| Челсі                  | 2:1      | Евертон |
| ---------------------- | -------- | ------- |
| Дрогба 21' Лемпард 72' | Протокол | Саа 1'  |

| Вемблі, Лондон Глядачів: 89 391 Арбітр: Говард Вебб |